# 정일진
정일진(1980년 11월 15일 ~ )은 대한민국의 희극배우이다.

## 경력
1999년 연극배우 첫 데뷔하였고 이듬해 2004년 SBS 프로그램 "웃찾사"에 첫 출연하여 SBS 서울방송 특채 개그맨 정식 데뷔하였다.

## 출연작

### 방송
- 《웃찾사》 (SBS)
- 《개그 스타》 (KBS2)
- 《하땅사》 (MBC)